# Conus xicoi
Predefinição:Use dmy dates

Conus xicoi é uma espécie de gastrópode do gênero Conus, pertencente à família Conidae.